# 당윤문
당윤문(唐允文)은 조선전기의 문신(文臣)으로 성균관사성(成均館司成)을 지냈다.

## 내용
자(字)는 성장(成章)이며 본관은 밀양(密陽)이다. 부(父)는 통덕랑 행교동훈도(通德郞行喬桐訓導)를 지낸 당적(唐勣)이며 외조부(外祖父)는 기삼동(奇三仝)이다. 조선개국원종공신(朝鮮開國原從功臣)으로 예조판서(禮曺判書)를 지낸 당성(唐誠)의 증손이다. 사마양시(司馬兩試)에 모두 합격하였으며 중종(中宗) 34년(1539) 별시(別試)에서 병과(丙科)로 급제하였다. 이후 성균관사성(成均館司成),봉상시정(奉常寺正),사복시정(司僕寺正) 등의 벼슬을 지내고 명종(明宗) 12년(1557) 7월에 평산부사(平山府使)로 부임해서 선정을 베풀었다. 성균관의 관리로 있던 1564년(명종19) 2월에 노병(老病)을 이유로 벼슬에서 물러났다.

## 참고 문헌
- 명종실록(明宗實錄)
- 국조문과방목(國朝文科榜目)
- 가정4년 생원시방목(嘉靖四年生員試榜目)
- 평산부선생안(平山府先生案)